# Pantolambda
Pantolambda (лат.) — вымерший род млекопитающих из отряда пантодонтов, живший в период среднего палеоцена в Северной Америке.
Крупное млекопитающее, вид P. bathmodon достигал массы 28 кг, тогда как P. cavirictum — 178,9 кг. Внешне Pantolambda напоминал животных семейства кошачьих, однако был травоядным, а его когти напоминали копыта. Имел по пять пальцев на каждой конечности. Зубы имели селенодонтную структуру, то есть las crestas de esmalte tenían forma de media luna. Имел массивное телосложение и не мог залезать на деревья.
Известные виды:
- Pantolambda bathmodon — Нью-Мексико
- Pantolambda cavirictum — Нью-Мексико
- Pantolambda intermedium — Монтана